# Weberocereus glaber
Weberocereus glaber là một loài thực vật có hoa trong họ Cactaceae. Loài này được (Eichlam) G.D. Rowley miêu tả khoa học đầu tiên năm 1982.

## Hình ảnh

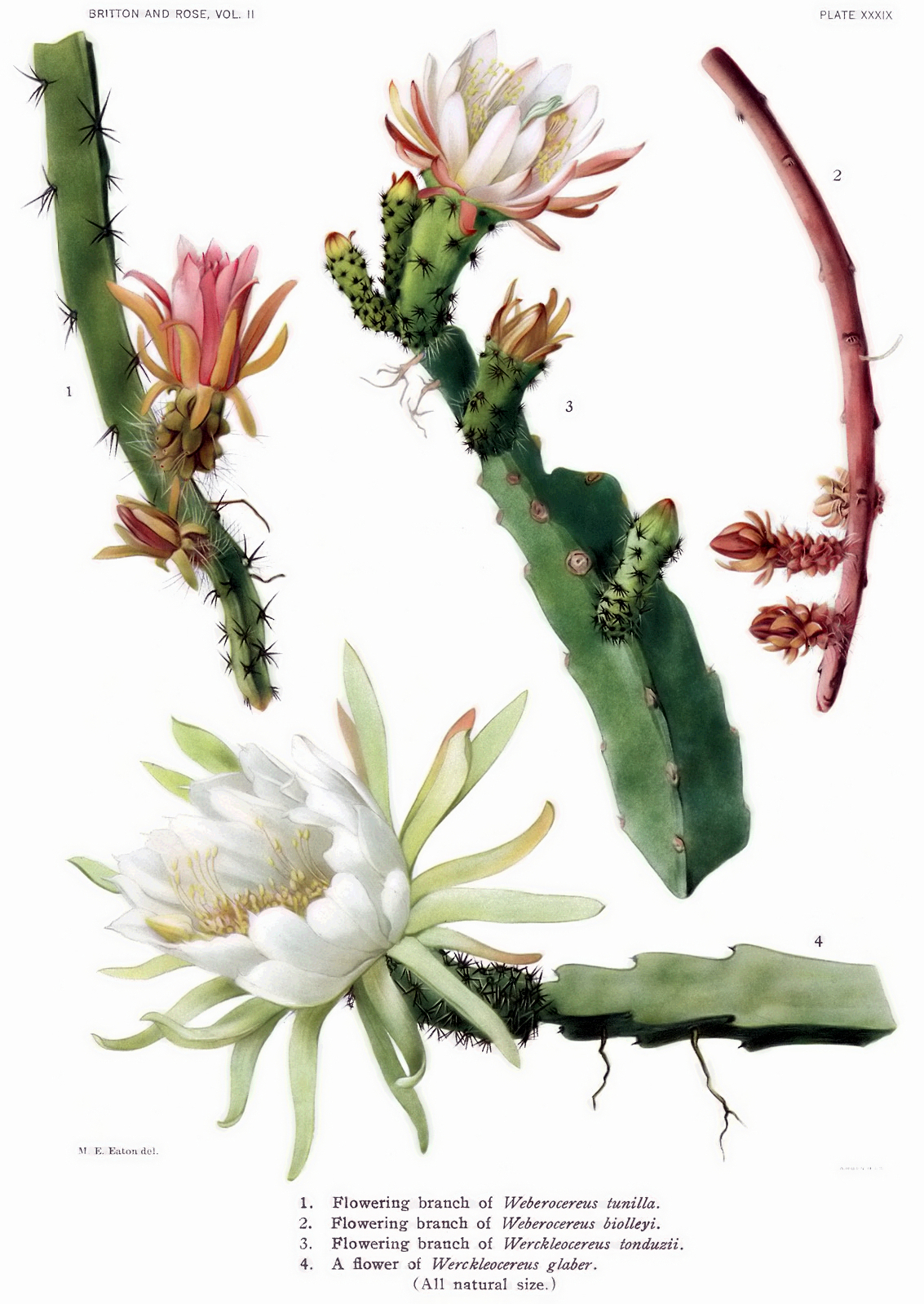
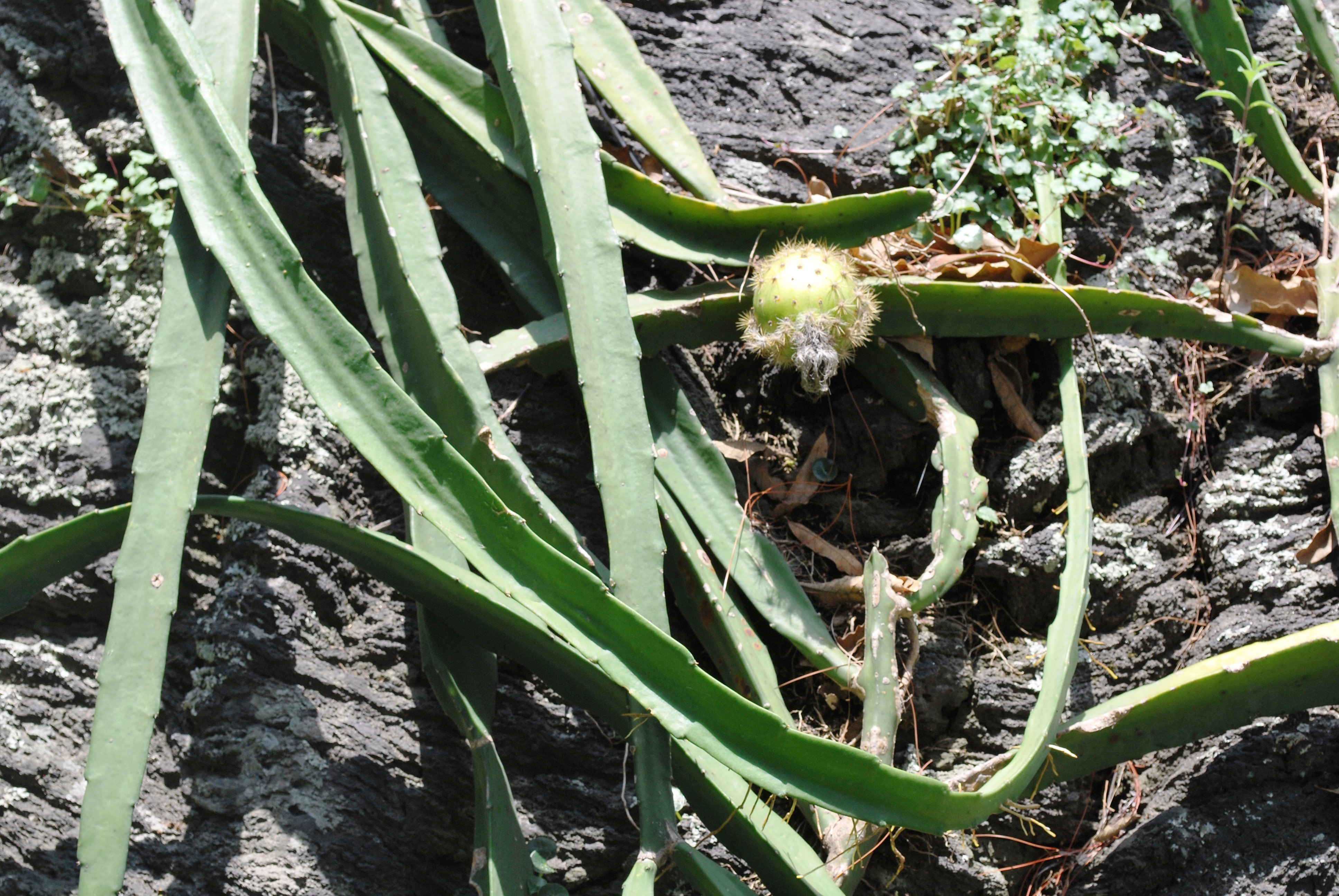
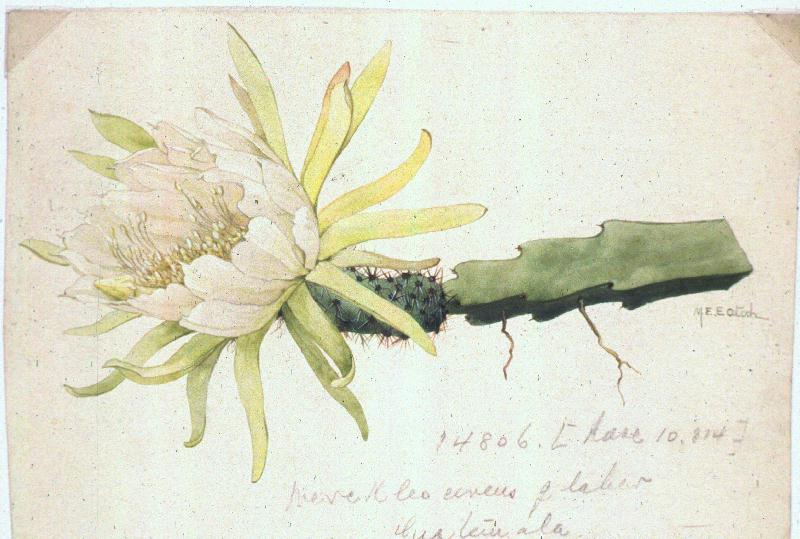